# Ектор Тосар
Ектор Альберто Тосар Еррекарт (ісп. Héctor Alberto Tosar Errecart, 18 липня 1923, Монтевідео, Уругвай — 17 січня 2002 , там само) — уругвайський композитор, піаніст, диригент і педагог. Один з найвідоміших композиторів авангардної музики Уругваю.

## Життєпис

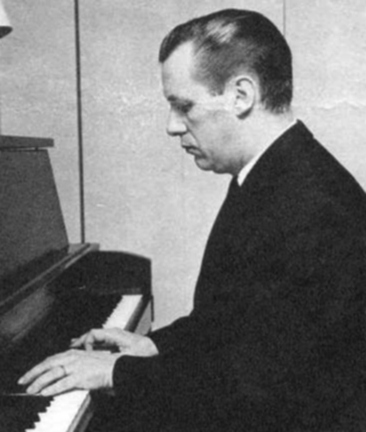
Ектор Тосар за фортепіано

Народився в Монтевідео 1923 року. Музичну освіту розпочав у Вільгельма Колішера як піаніст, навчався гармонії і контрапункту у Томаса Мухіки, композиції — у Ламберто Бальді.
1946 року він отримав стипендію Гуггенхайма і продовжив освіту в США, займаючись композицією в Аарона Копленда.
музичну освіту закінчив у Парижі, де в 1949—1951 роках навчався в Паризькій консерваторії і «Еколь нормаль». Його вчителями з композиції були Д. Мійо, Ж. Рів'є і А. Онеґґер, з диригування — Ж. Фурне і Е. Біго.
1940 року відбулася прем'єра його першої оркестрової роботи під керівництвом Ламберто Бальді — «Токата», після чого Тосар написав безліч музичних творів — хорових, симфонічних, камерних і фортепіанних.
Від 1951 до 1959 року Тосар викладав історію музики в Національній консерваторії в Монтевідео.
Від 1952 до 1960 викладав гармонію в Педагогічному Інституті Монтевідео.
Протягом 1961—1965 років працював деканом консерваторії в місті Сан-Хуан.
Від 1966 — професор Національної консерваторії Монтевідео за класом композиції і за класом гри на органі.
Від 1969 очолював оркестр Монтевідео.
Як піаніст Тосар гастролював не лише у себе на батьківщині, але й в Аргентині, Бразилії, Чилі, Перу, Венесуелі і США. 1966 року на запрошення ЮНЕСКО здійснив шестимісячне турне Індією і Японією, а 1977 року — низкою європейських країн.

## Твори

### Теорія музики
«Звуки групи» (1992)

### Симфонічна музика
- «Токата» для оркестру (1940)
- Концертино для фортепіано з оркестром (1941)
- «Креольський танець», оркестровий варіант (1943)
- «Самотність», варіант для сопрано та струнного оркестру (1947)
- «Симфонічний момент» (1949)
- Симфонія № 2 для струнного оркестру (1950)
- «Ода друзям», для читця, хору і оркестру (1951),
- «Ода Артигасу», для читця і оркестру (слова Л. Баусеро) (1952)
- Симфонічна серія для оркестру (1953)
- Концертна симфонія для фортепіано з оркестром (1959)
- «Te Deum», для баса, хору і оркестру (1960)
- Чотири п'єси для оркестру (1961—1965)
- Інтермедії для струнного оркестру (1967)
- Концерт для фортепіано з оркестром (1979)
- Каденції для оркестру (1979)
- П'ять п'єс для скрипки та оркестру (1986—1987)

### Хорова музика
- 5 мадригалів, для церковного хору (на слова Е. де Касерес) (1956)
- Magnificat, для церковного хору (1957)
- Псалом 102, для сопрано, хору і оркестру (1946—1957)

### Камерна музика
- «Креольський танець», для фортепіано (1941)
- Імпровізації для фортепіано (1941)
- 6 пісень «Ель-Барріо-де-Санта-Крус», для голосу і фортепіано, (на слова X. М. Пемана) (1942)
- Ноктюрн і скерцо для скрипки, кларнета і фортепіано (1943)
- «Самотність», для голосу і фортепіано (на слова Р. М. Рільке) (1943)
- Струнний квартет (1944),
- «Самотність», варіант для сопрано та струнного квартету (1946)
- Соната для скрипки і фортепіано (1947—1948)
- Сонатина № 2 для фортепіано (1953)
- Соната для кларнета і фортепіано. (1957)
- Дивертисмент для духового квінтету (1957)
- Три п'єси для фортепіано (1961)
- «Ритм танго», для клавесина чи фортепіано (1963)
- «Мандрівні птахи», для баритона і 11 інструментів (на слова Р. Тагора), (1963)
- Квартет для флейти, гобоя, фагота і фортепіано (1969)
- «Дзеркала», для квартету духових інструментів (1972)
- Тріо для гобоя, кларнета і фагота (1979-80)
- «Гандхара», для гітари (1984)
- Тріо для гобоя, кларнета і фагота (1989)
- Септет для флейти, гобоя, кларнета, скрипки, альта, віолончелі і фортепіано (1989)

### Електронна музика
- «Велика флейта», для синтезатора Roland D-50 (1988)
- «Музика фестивалю», для синтезатора Roland D-50 (1988)
- «Голоси і вітри» для синтезатора Roland D-50 (1989)